# Ascidia translucida
Ascidia translucida är en sjöpungsart som beskrevs av William Abbott Herdman 1883. Ascidia translucida ingår i släktet Ascidia och familjen Ascidiidae.
Artens utbredningsområde är Södra Ishavet. Inga underarter finns listade i Catalogue of Life.